# Kirjad Inglile
Kirjad Inglile é um filme de drama estoniano de 2010 dirigido e escrito por Sulev Keedus. Foi selecionado como representante da Estônia à edição do Oscar 2011, organizada pela Academia de Artes e Ciências Cinematográficas.

## Elenco
- Roman Baskin
- Ketter Habakukk - Fee
- Alina Karmazina
- Elle Kull
- Katariina Lauk - Hildegard
- Mari-Liis Lill
- Helena Merzin
- Kaie Mihkelson